# جاش ویلسون-اسبراند
جاش ویلسون-اسبراند (انگلیسی: Josh Wilson-Esbrand؛ زادهٔ ۲۶ دسامبر ۲۰۰۲) بازیکن فوتبال اهل انگلستان است.
از باشگاه‌هایی که در آن بازی کرده‌است می‌توان به منچستر سیتی کرد.
وی همچنین در تیم‌های ملی فوتبال زیر ۱۸ سال انگلستان و زیر ۲۰ سال انگلستان بازی کرده‌است.

## دوران حرفه‌ای

### باشگاهی
در سال ۲۰۱۹ ویلسون-اسبراند وستهام یونایتد را ترک کرد و به آکادمی منچستر سیتی پیوست.
در ۲۱ سپتامبر ۲۰۲۱، او اولین بازی حرفه‌ای خود را زمانی انجام داد که در ترکیب اصلی منچسترسیتی جام اتحادیه فوتبال انگلیس برابر وایکام واندررز قرار گرفت.

### تیم ملی
در نوامبر ۲۰۱۹ ویلسون-اسبراند نماینده تیم زیر ۱۸ سال انگلیس بود.در ۱۱ نوامبر ۲۰۲۱، ویلسون-اسبرند اولین بازی خود را در جریان شکست ۲ بر صفر مقابل پرتغال برای انگلیس انجام داد.